# Wahlkreis Varsinais-Suomi
Der  Wahlkreis Varsinais-Suomi/Sydvästra Finland (Wahlkreis 03) ist einer von 13 finnischen Wahlkreisen für die Wahlen zum finnischen Parlament und zum Präsidenten der Republik Finnland. Er besteht seit 1907 und umfasst die finnische Landschaft Varsinais-Suomi (schwedisch Egentliga Finland). Bei den Parlamentswahlen stehen jedem Wahlkreis orientiert an der Einwohnerzahl eine bestimmte Anzahl von Mandaten im Parlament zu, dem Wahlkreis Varsinais-Suomi derzeit 17 Sitze.
Bis zur Parlamentswahl 1945 gehörte die autonome Inselgruppe Åland zu diesem Wahlkreis, seit 1948 bildet sie einen eigenen Wahlkreis Åland.